# Janine Quiquandon
Jeanne-Aline Quiquandon, dite Janine, née le 16 janvier 1920 à Toulon et décédée le 18 décembre 2022 à Vitry-sur-Seine, est une éditrice et résistante française. Elle a été mariée de 1944 à 1964 avec le journaliste Francis Crémieux (1920-2004).

## Biographie
Elle s'engage dans la résistance en 1942 au sein du mouvement Combat en tant que courrier. Arrêtée en juin 1943, elle est envoyée à la prison lyonnaise de Montluc et interrogée par la Gestapo. En décembre 1943, alors qu'elle est enceinte de huit mois, le poète Louis Aragon organise son évasion. Elle rejoint les maquis du Lot jusqu'à la Libération.
Après la guerre, Janine Quiquandon lance la maison d'édition de livres d'art Au Vent d'Arles en 1952. Le premier livre est dédié aux dessins de déportation de Boris Taslitzky. Grâce au soutien financier des centres culturels du bloc de l'Est, les livres de grand prix édités par l'entreprise rencontrent un succès rapide. De nombreux artistes publient ensuite des livres avec Au Vent d'Arles jusqu'à la liquidation de la maison d'édition en 1976 : Pablo Picasso, Georges Braque, Marc Chagall, Saint-John Perse,.
Elle décède le 18 décembre 2022,.